# میرمحمدصالح کشفی ترمذی
میرمحمدصالح کشفی ترمذی از خوشنویسان سده یازدهم هجری است که به هند رفت و در دربار پادشاهان گورکانی هند به کار کتابت پرداخت. او برادر محمدمومن و فرزند میر عبدالله مشکین قلم و از شاگردان میرعماد بوده است.
او در شعر «کشفی» تخلص می‌کرده و در سال ۱۰۶۱ ه‍. ق درگذشته است.